# Pebble (Smartwatch)

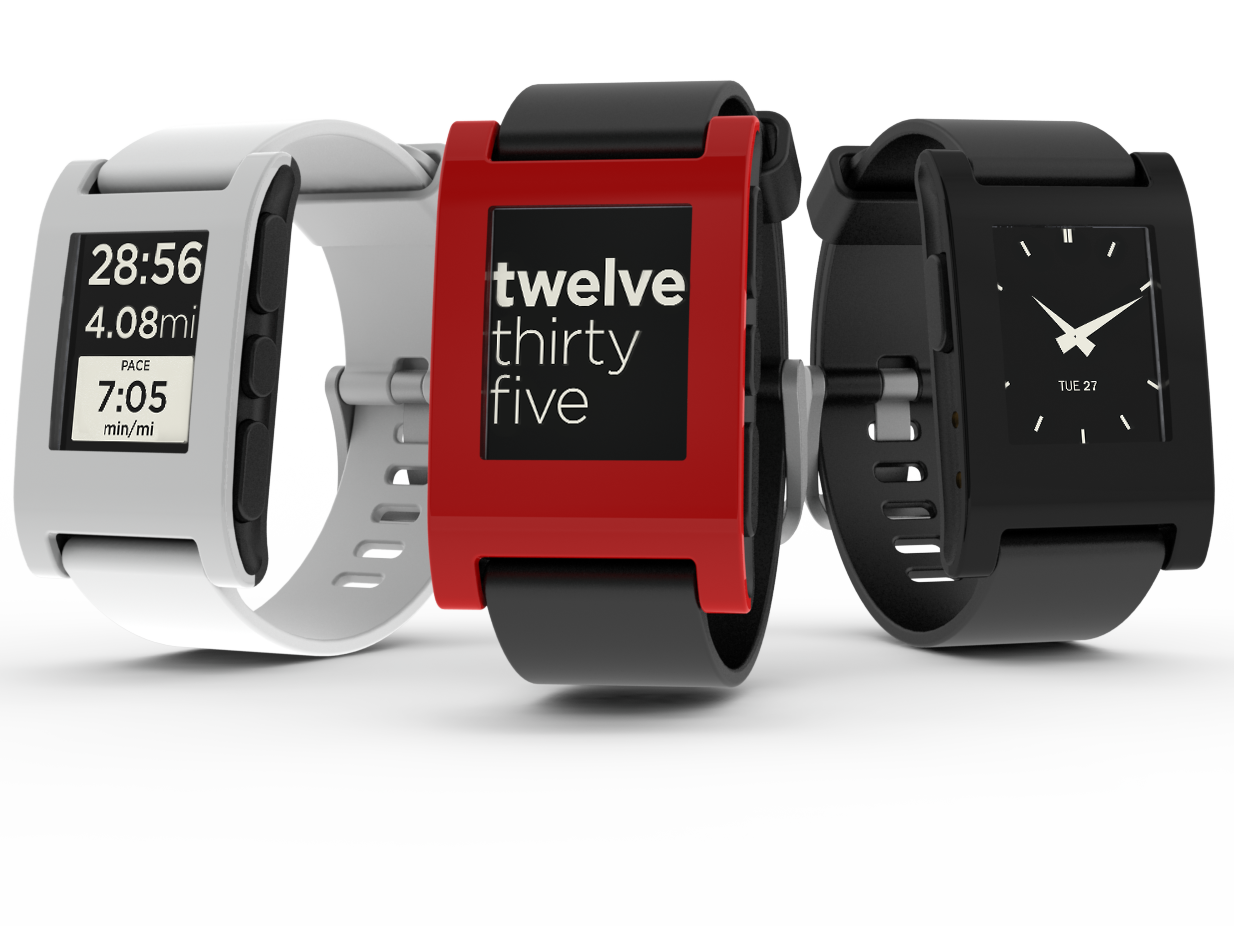
Pebble-Smartwatch

Pebble war eine Smartwatch des gleichnamigen Unternehmens, die über die Crowdfunding-Plattform Kickstarter finanziert und ab Januar 2013 als erste kommerziell erfolgreiche Smartwatch vertrieben wurde.
Die Pebble lässt sich mit dem Smartphone verbinden und kann mittels Vibrationsbenachrichtigung oder Nachrichtentext beispielsweise über eingehende Anrufe, Termine oder Social-Media-Nachrichten informieren. Im Gegensatz zu vielen anderen Smartwatches besitzen Pebble-Modelle keinen Touchscreen und ein E-Paper-Display, das Inhalte dauerhaft anzeigt und vergleichsweise lange Akkulaufzeiten ermöglicht. Die Pebble wurde als offene Plattform entwickelt, die es einfach machen soll, eigene Anwendungen und Ziffernblätter zu erstellen, so dass eine große Auswahl an Apps für Pebbles verfügbar ist. Dabei wurden die Pebbles jeweils zu einem verhältnismäßig günstigen Preis vertrieben.
Trotz weiterer erfolgreicher Kickstarter-Kampagnen, mit denen Pebbles mit farbigen E-Paper-Display, eingebauter Spracherkennung und Pulsmesser finanziert wurden, war Pebble der wachsenden Konkurrenz sowie dem stagnierenden Smartwatch-Markt nicht gewachsen, meldete im Dezember 2016 Insolvenz an und gab den Verkauf des geistigen Eigentums an Fitbit bekannt.
Ein Großteil der Pebble-Server wurde im Juli 2018 abgeschaltet. Einen weitgehenden Ersatz bietet das Community-Projekt Rebble.
Der Quellcode von PebbleOS wurde im Januar 2025 von Google als Open Source veröffentlicht. Gleichzeitig kündigte Pebble-Gründer Eric Migicovsky zukünftige Geräte an. Seine Firma Core Devices sicherte sich im Juli 2025 erneut die Namensrechte an Pebble, und will die zukünftigen Geräte wieder unter diesen Namen anbieten.

## Unternehmensgeschichte
Pebble startete 2008 als Studentenprojekt des damals 23-jährigen Eric Migicovsky an der University of Waterloo in Kanada. Das Unternehmen wurde 2011 von dem Inkubator Y Combinator aufgenommen und wurde in dieser Zeit durch Business Angels mit 150.000 US-Dollar finanziert.
Im April 2012 wurde über das Crowdfunding-Portal Kickstarter unter der Leitung des CEOs Migicovsky eine Kampagne für Pebble gestartet. Das mediale Interesse an dem Projekt war groß und die Kickstarter-Kampagne übertraf mit mehr als 85.000 vorbestellten Pebbles für über 10 Millionen US-Dollar ihre Ziele bei Weitem und stellte bei Kickstarter mehrere Rekorde auf. Aufgrund von Verzögerungen bei der Produktion wurden die Pebbles ab Januar 2013, etwa ein halbes Jahr später als zunächst angekündigt, versandt. Im Juli 2013 kam die Pebble in den offiziellen Verkauf, die erste Auflage war innerhalb von fünf Tagen ausverkauft. Im ersten Jahr wurden über 400.000 Pebbles verkauft, der Umsatz wurde auf 60 Millionen US-Dollar geschätzt. Neben der Kickstarter-Kampagne wurde Pebble durch Business Angels mit 26 Millionen US-Dollar finanziert. Insgesamt wurden 1,1 Millionen Pebbles der ersten Generation verkauft.
Das Unternehmen erwirtschaftete 2013 einen Nettogewinn von 9 Millionen US-Dollar, konnte seine Einnahmen von 2013 auf 2014 von 30 auf 60 Millionen US-Dollar verdoppeln, erreichte 2014 jedoch nur ein ausgeglichenes Ergebnis. Ab 2014 nahm die Zahl der Smartwatch-Mitbewerber zu, im Jahr 2015 wurde die Apple Watch veröffentlicht. Pebble führte im Jahr 2015 eine zweite, ebenfalls sehr erfolgreiche Kickstarter-Kampagne für aktualisierte Pebble-Time-Modelle mit Farbdisplay durch, die ab Mai 2015 ausgeliefert wurden. Die darauf folgenden Verkäufe der Pebble Time erreichten jedoch nicht die Prognosen, statt angestrebter 100 Millionen US-Dollar Umsatz wurden nur 82 Millionen US-Dollar erreicht. Das Überangebot an Lagerbeständen führte das Unternehmen in eine Liquiditätskrise. Pebble versuchte mit der Pebble Time neue Märkte zu erschließen, weg von der Zielgruppe der Geeks und Hacker, zunächst im Bereich Produktivität, dann als Fitnessuhr. Die Neuausrichtung misslang jedoch letztlich.
Nachdem das Unternehmen im Jahr 2015 noch ein Angebot über 740 Millionen US-Dollar von Citizen Watch und Anfang 2016 ein Angebot Intels über 70 Millionen abgelehnt hatte, meldete Pebble am 7. Dezember 2016 Insolvenz an. Das Unternehmen gab zudem die Übernahme des Geistigen Eigentums, insbesondere der Software, Firmware und Patente an Fitbit bekannt. Fitbit übernahm zudem einige Mitarbeiter. Der Preis der Übernahme betrug 23 Millionen US-Dollar. Die Presse hatte zunächst einen wesentlich höheren Preis von etwa 34 bis 40 Millionen US-Dollar angenommen, der die Schulden gerade so tragen sollte. Insgesamt konnte Pebble über 2 Millionen Smartwatches verkaufen und nahm dabei 230 Millionen US-Dollar ein.
Die im Mai 2016 zuvor gestartete dritte Kickstarter-Kampagne des Nachfolgemodells Pebble 2 kam nur teilweise zur Auslieferung; die Produkte Pebble Time 2 und Pebble Core wurden nicht mehr produziert und versandt. Die Auflösung des Unternehmens führte zudem zu einem Garantieverlust der Pebbles und der Einstellung des Kundensupports. Fitbit garantierte den Betrieb der Pebble-Serverdienste zunächst für das Jahr 2017. Im Januar 2018 wurde diese Frist bis Ende Juni 2018 verlängert. Zudem ermöglichte Fitbit mit einem Update, die Uhren unabhängig von Serverdiensten zu betreiben, damit sie auch nach Abschaltung der Dienste funktionieren können. Fitbit verwies zudem auf das Community-Projekt Rebble. Unter Rebble wurde ein eigener App-Store und Ersatz für wegfallende Serverdienste als freies Open-Source-Projekt entwickelt. Die Funktionalität der Pebbles bleibt so nahezu erhalten. Rebbles Basisfunktionalität kann kostenfrei genutzt werden, zur Nutzung von Spracherkennung und Wetterdienst wird eine kleine monatliche Gebühr verlangt. Im Jahr 2019 hatte Rebble erstmals über 100.000 Nutzer.
Nach der Auflösung des Unternehmens waren Pebbles nur noch in wenigen Handelsketten im Sortiment. Ersatz- und Zubehörteile konnten nur noch von Drittherstellern bezogen werden.

## Modelle

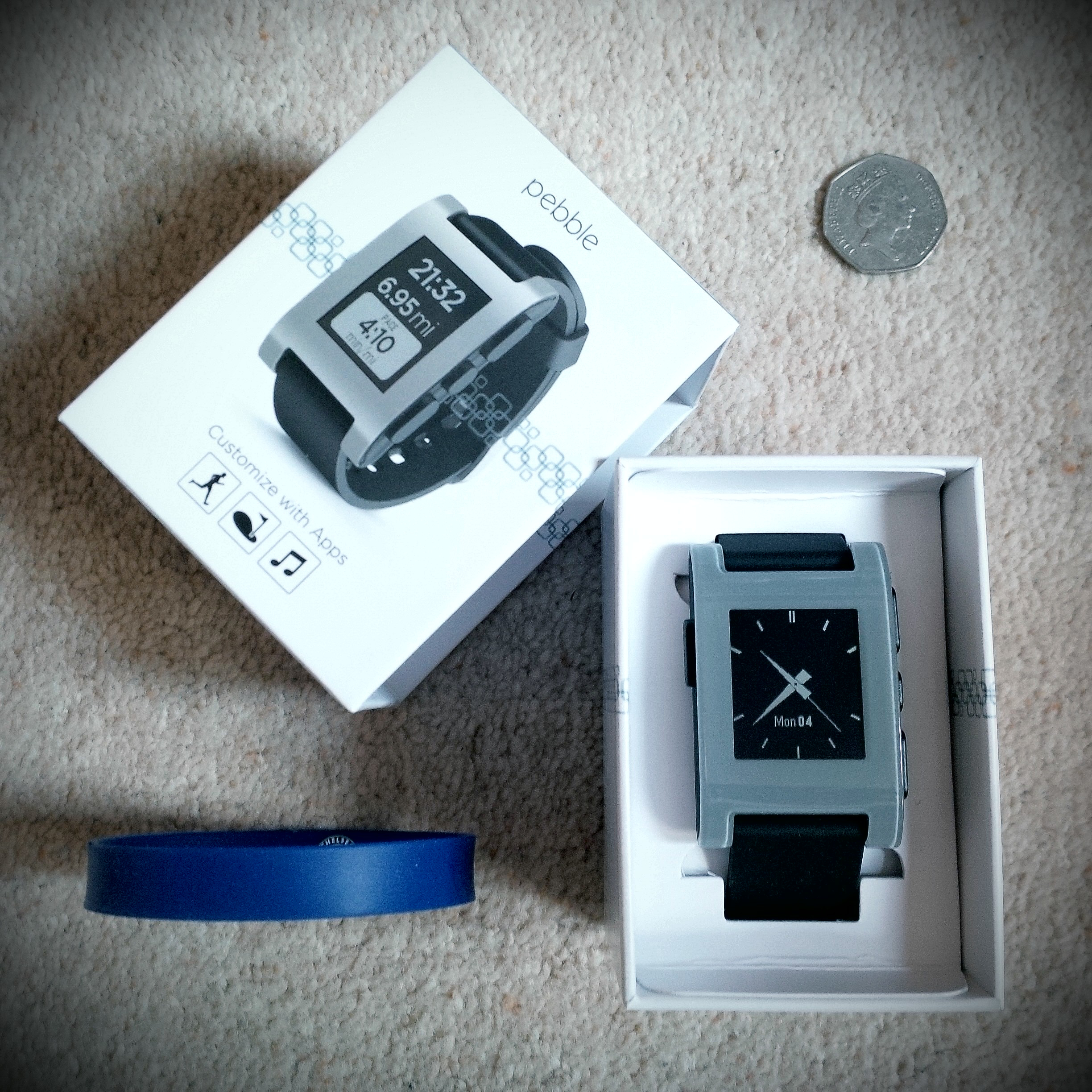
Graue Variante der originalen Pebble

### Pebble
Am 11. April 2012 wurde bei Kickstarter die Kampagne für die originale Pebble gestartet. Die Entwickler hatten ursprünglich zur Realisierung ihres Projektes 100.000 US-Dollar angegeben, dieses Ziel war bereits nach zwei Stunden erreicht. Ab dem 9. Mai 2012 wurden mit über 85.000 vorbestellten Uhren keine weiteren Zahlungen mehr akzeptiert, nur je ein Dollar konnte noch zur Anmeldung des Newsletters gespendet werden. Aufgrund des außergewöhnlichen Erfolges entschlossen sich die Entwickler kurzfristig dazu, die Uhren in wasserdichter Ausführung anzubieten und mit Bluetooth 4.0 zu versehen, ursprünglich war eine Bluetooth-2.1-Unterstützung geplant. Mit 10,16 Millionen Dollar war Pebble damals das meist-unterstützte Projekt bei Kickstarter.
Neben den drei zu Beginn des Projekts geplanten Farben wurde Ende Juli auch eine orange Variante angekündigt, die per Abstimmung durch Kunden ausgewählt wurde. Anfang September wurde eine graue Variante der Uhr angekündigt. Die Produktion der Smartwatch verzögerte sich und die ersten Smartwatches wurden erst Ende Januar 2013 statt im September 2012 versandt. Im offiziellen Verkauf war die Pebble ab Juli 2013 erhältlich. In Deutschland hatte Pebble Zoll-Probleme beim Import, erst im September 2013 wurden die Pebbles der Kickstarter-Unterstützer über die Niederlande nach Deutschland versandt. Ab Februar 2015 konnten Pebbles direkt nach Deutschland geliefert werden.
Die originale Pebble ist kompatibel mit Android-Geräten ab Android 2.3 sowie iPhones ab dem iPhone 3GS. Der iPod touch wird ab iOS 5.0 unterstützt. Die Uhr ist 52 mm lang, 36 mm breit und 11,5 mm dick. Sie wiegt 38 g. Das stromsparende, transflektive LC-Display Sharp LS013B7DH01 mit einer Auflösung von 144 × 168 Pixeln ermöglicht dabei vergleichsweise lange Akkulaufzeiten von 5 bis 7 Tagen, die es im Gegensatz zu vergleichbaren Uhren ermöglichen, die Inhalte dauerhaft anzuzeigen.

### Pebble Time und Pebble Time Steel

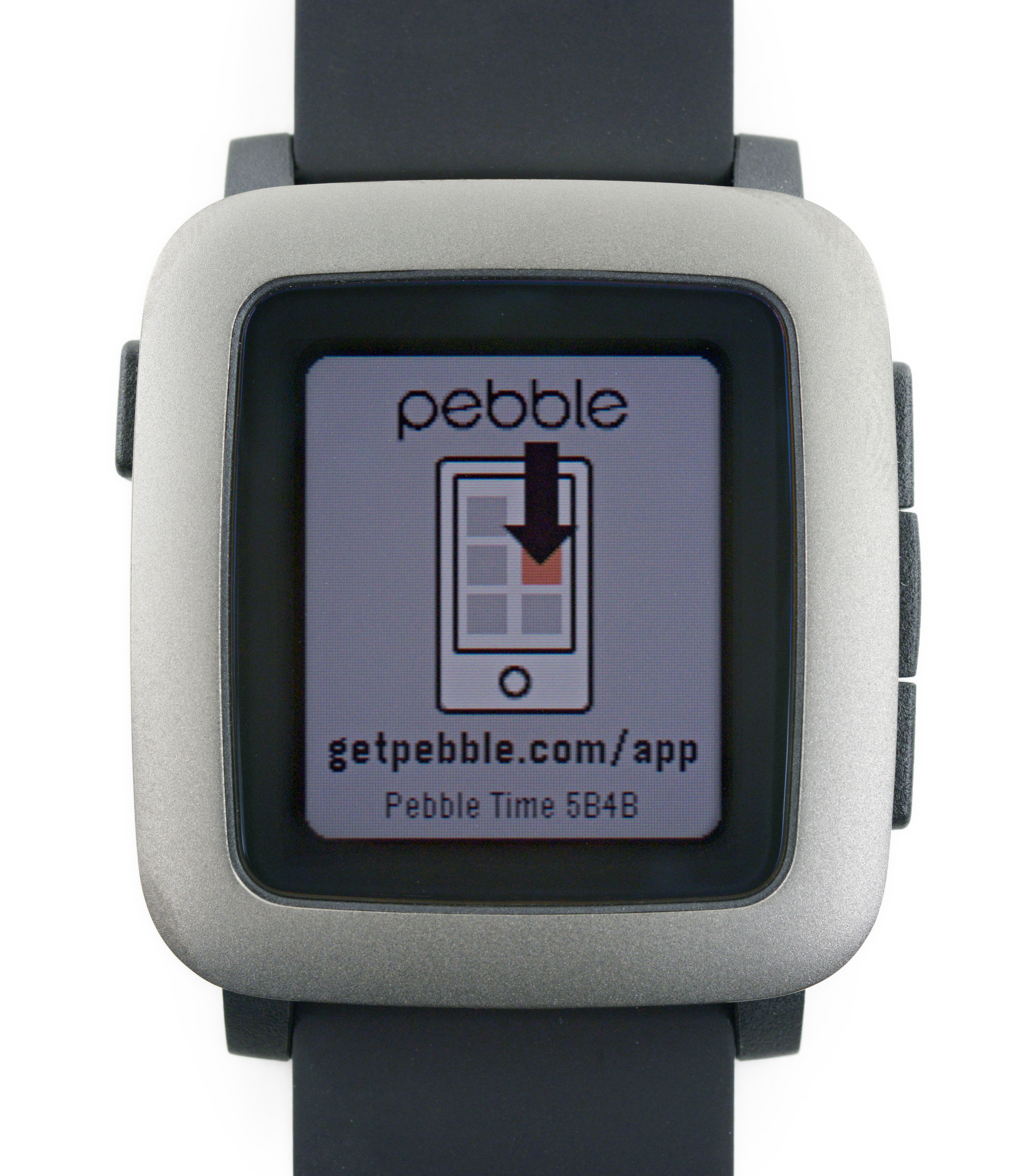
Pebble Time

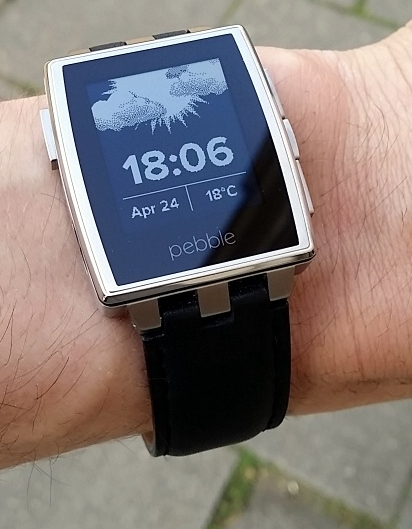
Pebble Steel am Handgelenk

Im Februar 2015 wurden zwei aktualisierte Modelle unter den Namen Pebble Time und Pebble Time Steel vorgestellt, die über ein mehrfarbiges e-Paper-Display und ein eingebautes Mikrofon verfügen. Zudem wurde das Interface überarbeitet, dies stellt verpasste Benachrichtigungen und zukünftige Ereignisse in einer Timeline genannten Übersicht dar. Wie die erste Generation wurden die neuen Modelle auf der Crowdfunding-Plattform Kickstarter angekündigt, wo das Förderungsziel von 500.000 US-Dollar in kürzester Zeit übertroffen wurde. Insgesamt wurden mit der Kampagne 20,34 Millionen US-Dollar eingenommen. Die Auslieferung begann im Mai 2015.
Die Pebble Time ist 40,5 mm lang, 37,5 mm breit und 9,5 mm dick. Sie wiegt 42,5 g inklusive Standardarmband. Die Akkulaufzeit beträgt, wie bei der ursprünglichen Pebble, maximal sieben Tage.
Die Pebble Time Steel ist 40,5 mm lang, 37,5 mm breit und 10,5 mm dick. Sie wiegt 62,3 g mit Lederarmband, bzw. 116,3 g mit Metallarmband. Die Akkulaufzeit beträgt maximal zehn Tage.

### Pebble 2, Pebble Time 2 und Pebble Core

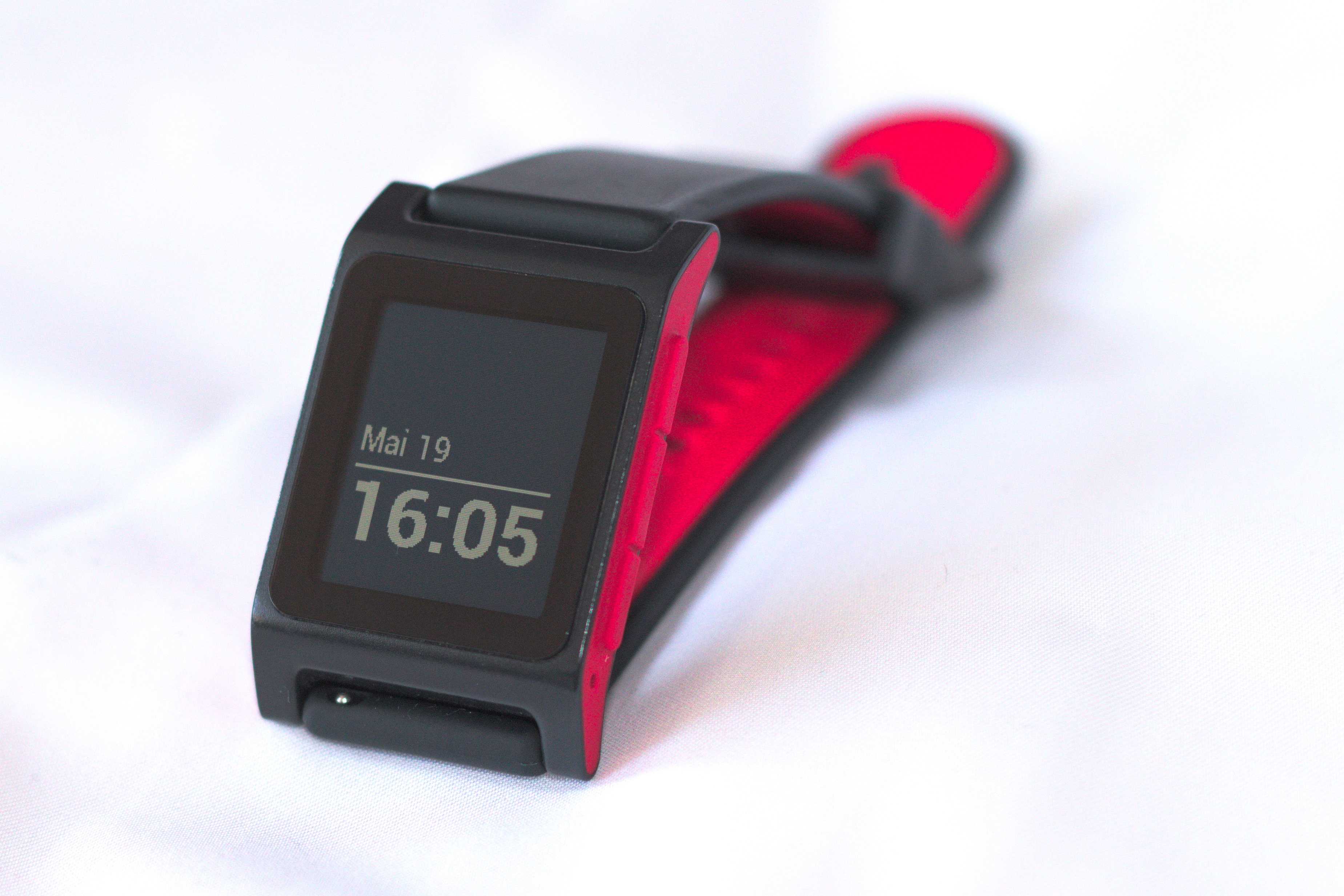
Pebble 2

Eine dritte Finanzierungsrunde über Kickstarter wurde im Mai 2016 angestoßen. Bei den neuen Uhren handelte es sich um die Pebble 2, die sich im Design an der klassischen Pebble orientiert, und die Pebble Time 2, beide Geräte erstmals mit Pulsmesser. Die Pebble 2 wurde in schwarz, weiß, rot-schwarz und türkis-weiß veröffentlicht. Zudem wurde die Produktion des Pebble Core bekannt gegeben, dabei handelte es sich um ein kleines Gerät mit einem GPS-Empfänger sowie einer 3G, WLAN- und Bluetooth-Verbindung. Es sollte Joggern zum Beispiel die Aufzeichnung ihrer Route oder Musikstreaming ohne Smartphone ermöglichen. Zudem sollte Pebble Core auch Amazon Alexa unterstützen, womit Informationen über Sprache abgerufen werden können.
Aufgrund der Insolvenz wurde die Entwicklung der Pebble Time 2 und des Pebble Core jedoch eingestellt. Nur einige Pebble 2 Geräte der Kickstarter-Kampagne wurden ausgeliefert, für alle anderen Geräte wurde eine Rückzahlung der Vorbestellungen zugesagt. Zudem werden einige Pebble 2 auf verschiedenen Verkaufsplattformen angeboten.
Die Pebble 2 ist 40,5 mm lang, 37,5 mm breit und 9,5 mm dick. Sie wiegt 42,5 g. Die Akkulaufzeit beträgt etwa sieben Tage. Zudem wurde eine schwarze Version ohne Pulsmesser veröffentlicht.
Die Pebble 2 wurde für ihr gutes Preis-Leistungs-Verhältnis gelobt. An dem Pulsmesser wurde jedoch Kritik wegen seiner ungenauen Messwerte geübt.

## Software

### Firmware
Auf der Pebble ist ein Pebble OS genanntes Betriebssystem installiert. Dabei handelt es sich um eine angepasste Variante von FreeRTOS.
Seit der Veröffentlichung der Firmware 2.3 unterstützt das Pebble OS Benachrichtigungen im Stil von Android Wear. Für Android Wear angepasste interaktive App-Benachrichtigungen funktionieren so auf der Pebble Smartwatch. Ab Version 2.8 unterstützt die Firmware die deutsche Sprache.
Mit dem Erscheinen der Pebble Time wurde die Firmware Version 3 mit der Timeline, einer neuen Benutzeroberfläche, eingeführt. Während bisher ein Klick nach oben oder unten das Ziffernblatt wechselte, konnten nun mit einem Klick nach oben vergangene und nach unten zukünftige Ereignisse angesteuert werden. Dies können Kalendertermine, das Wetter oder individuelle Ereignisse weiterer Apps sein, etwa Sportveranstaltungen.
Bei der Firmware Version 4 wurde der Klick nach oben mit Informationen von Pebble Health belegt. Pebble Health zeichnet verschiedene Fitness-Aktivitäten und den Schlaf auf. Mit der Pebble 2 wurde die Pulsmessung hinzugefügt.
Das Community-Projekt Rebble veröffentlichte nach Abschaltung der Pebble-Server ein Firmware-Update, das die Spracherkennung unter iOS 11 behebt beziehungsweise zuverlässiger macht.

### App-Entwicklung
Pebble stellte für macOS und Linux ein Software Development Kit bereit, um Anwendungen und Ziffernblätter in C und JavaScript für die Smartwatch zu programmieren. Mit CloudPebble existiert alternativ eine Online-IDE mit GitHub-Integration. CloudPebble ermöglicht das komplette Projektmanagement, die Quelltextbearbeitung, Kompilierung und Installation.
So wurde eine Vielzahl von Anwendungen entwickelt, wie die Steuerung der Musik auf dem Smartphone oder die Verwendung als Tachometer beim Fahrradfahren oder Laufen. Im Dezember 2014 standen über 5.500 Apps und Ziffernblätter zur Verfügung, im Mai 2016 über 13.000 Apps.